# Universidad de Medellín
La Universidad de Medellín (U de Medellín) es una universidad privada colombiana que cuenta con Acreditación Institucional vigente hasta el año 2027, expedida por el Ministerio de Educación Nacional en el año 2021. Fue fundada en el año 1950 por un destacado grupo de profesores e intelectuales, como respuesta a la intolerancia y a la persecución política que se vivía en el país, con el ánimo de crear una institución laica y de cátedra libre apartada de las ideologías políticas del momento. Su oferta académica consta de 27 pregrados, 36 especializaciones, 21 maestrías y 6 doctorados. Su modelo laico y secular se contrapone al que en su época de aparición, unos años antes representó la Universidad Pontificia Bolivariana surgida también en la ciudad de Medellín, producto también de diferencias y una diáspora de la Universidad de Antioquia.

## Historia

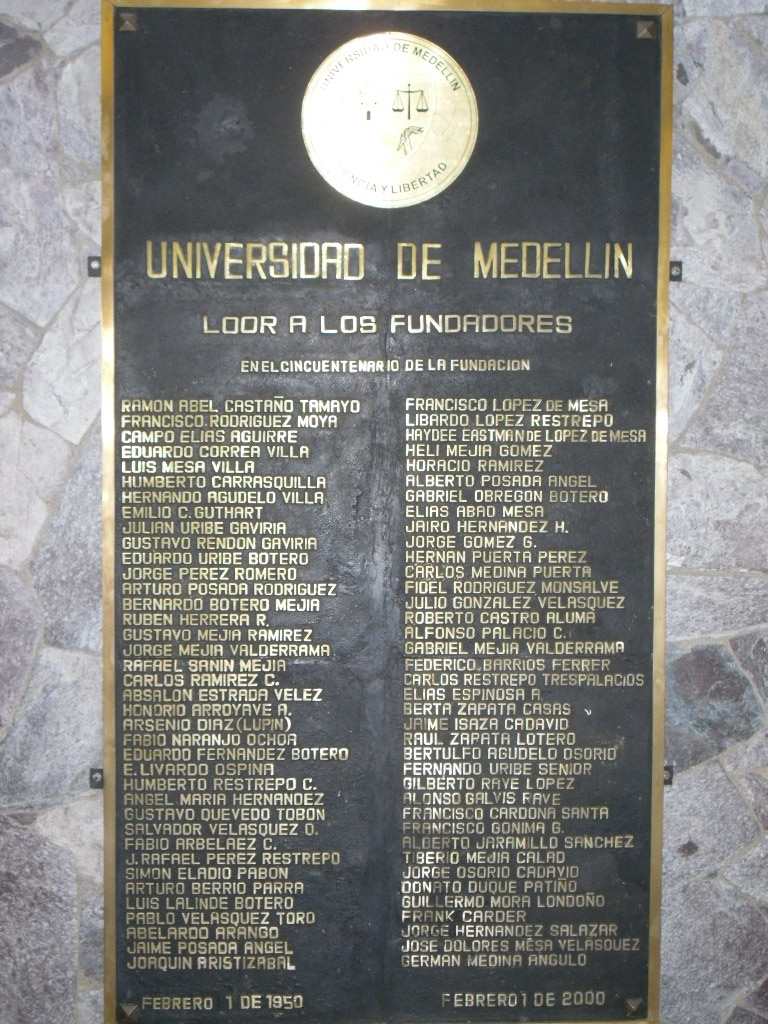
Placa en honor a los fundadores.

La Universidad de Medellín fue fundada el 1 de febrero de 1950 por un grupo de jóvenes intelectuales de la ciudad, quienes querían crear una institución de educación superior como opción a la dos universidades públicas de ese entonces y a la universidad privada católica recién fundada en la ciudad que promoviera la enseñanza libre, sin limitaciones ideológicas, religiosas o políticas; su orientación, se contrapuso a la visión conservadora de otra universidad surgida una década antes como opción a lo que ocurría en la Universidad de Antioquia y como opción al posicionamiento del conservadurismo en dicha universidad. La iniciativa surgió en un contexto de fuerte polarización política en Colombia, con la intención de crear un espacio donde el conocimiento pudiera transmitirse de manera abierta centrándose en la libertad y la independencia desde una visión científica secular como alternativa frente a tradiciones y valores religiosos.

### 1960-1990
La Universidad inició la década de 1960 con la consolidación de sus símbolos y de su campus.. En 1961, la Institución se trasladó a la ciudadela universitaria de Belén los Alpes, en ese entonces a las afueras de la ciudad de Medellín.
En 1963, bajo la rectoría de Bernardo Trujillo Calle continuo en su expansión de campus universitario y de su principal programa y Facultad, la de Derecho. 
En 1965 se inauguró la cancha principal, introduciéndose espacios deportivos.
En 1966, una serie de conflictos administrativos y académicos al interior de la Facultad de Derecho de la Universidad de Medellín derivó en un movimiento de protesta estudiantil y en la renuncia de varios profesores, entre ellos Gilberto Martínez Rave, Jaime Sierra García, Juan Antonio Murillo Villada y Guido Lalinde. Estos hechos dieron lugar a la fundación de la Universidad Autónoma Latinoamericana (UNAULA), institución que recoge el espíritu libertario de sus fundadores y se constituyó como una alternativa educativa nacida de la disidencia universitaria de ese momento histórico.
En el período correspondiente a la década de 1970 y 1980, la Facultad de Derecho de la Universidad fue protagonista de las tensiones y dinámicas políticas del entorno colombiano, creciendo a la vez en reconocimiento como uno de los centros en lo que más egresados de Derecho se producían en el departamento antioqueño. También se presentó la expansión de diversos programas en ingenierías, de contenido administrativo y económico, además del fortalecimiento y notoriedad regional, que la llevó a su vez al reconocimiento en el contexto de la educación superior colombiana. 

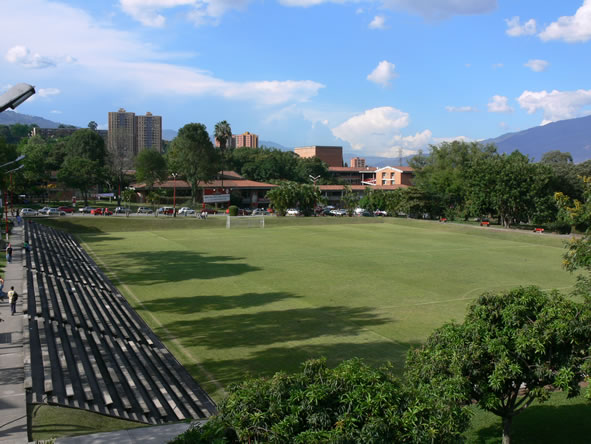
Cancha principal en 2006.

### 1990-2000

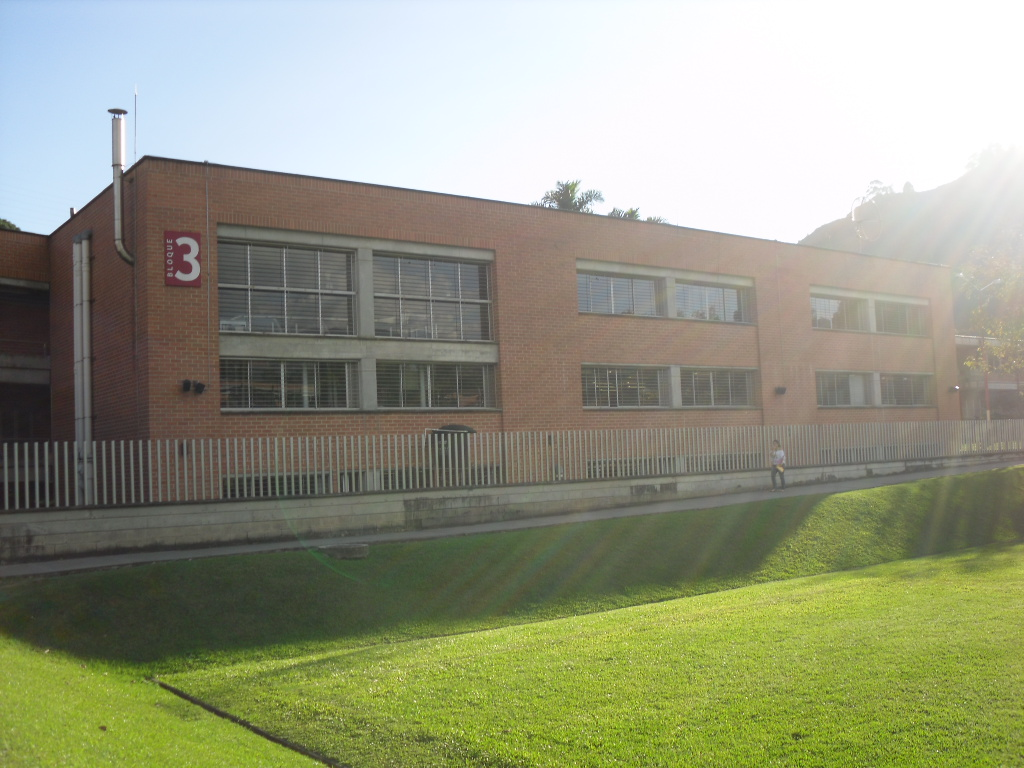
Exterior norte del bloque del centro de laboratorios.

Inicia la década de los 90 con la rectoría de Enrique Alberto Olano Asuad, quien impulsó el primer programa de especialización en Educación Sexual, le sucedió César Augusto Fernández Posada,  y posteriormente, fue elegido como rector Néstor Hincapié Vargas, un político originario del Peñol que previamente se había desempeñado como gobernador encargado de Antioquia en 1999, secretario de Gobierno y Apoyo Ciudadano, de Educación y de Servicios Administrativos del departamento de Antioquia y gerente de la Beneficencia de Antioquia, participó en la  reglamentación de estímulos y reconocimientos (Acuerdo 50 del 29 de octubre de 2012), en la introducción de los principios generales de la doble titulación (Acuerdo 81 de noviembre de 2013), en la reforma del reglamento del Consejo Académico y en el Reglamento Académico y Disciplinario (Acuerdo 10 del 28 de abril de 2014), y participó en la introducción  la primera política de inclusión de la universidad a través del acuerdo 30 del 28 de septiembre de 2016, administró la universidad durante 20 años de la mano de Aura Marleny Arcila, quien durante ese periodo fungió como presidente de la universidad y concejala de Medellín durante varios periodos.[cita requerida]
Estas personas reformaron los estatutos de la Universidad de manera tal que el gobierno de dicho claustro pasó de ser de todos los egresados a un grupo vitalicio de 100 personas que fueron elegidas en 1994, integrada por representantes en una Asamblea de Delegatarios, y que ahora se escogen por cooptación. Durante este tiempo se tercerizaron los servicios de vigilancia y aseo de la institución en las empresas Serconal y Seiso, ambas controladas por la Universidad y que también contratan servicios hospitalarios y de vigilancia con el Estado.
En lo que respecta a los egresados, durante dicha década la Universidad consolidó su influencia que venía de tiempo atrás en la empleabilidad privada, en el sector público, en el que muchos de sus egresados ocuparon plazas en entidades como el Seguro Social, la Fiscalía General de la Nación, los gobiernos municipales, los despachos judiciales, entre otros.

### 2000
Inició el milenio con procesos orientados al posicionamiento y reconocimiento de sus programas, acreditándolos individualmente, a la expansión de las áreas construidas en su campus, que llevó a la ampliación de más área en los bloques que integraban la Facultad de Derecho, a la creación de espacios y áreas para la Facultad de Comunicación y laboratorios para la Facultad de Ingenierías, a la aparición de nuevos programas de pregrado y posgrado, así como a la construcción de espacios para posgrados. Para la finalización de la primera década del milenio, alcanza la acreditación como Universidad de alta calidad (Orden a la Acreditación Institucional de Alta Calidad de la Educación Superior "Francisco José de Caldas"), lo que se obtuvo a través de decisión Ministerio de Educación Nacional mediante la resolución número 5148 del 3 de agosto de 2009. 
La concejala y presidenta del Consejo de Medellín durante el período que inició en 2019 Aura Marleny Arcila, fue a la par presidenta de la Consiliatura de la Universidad, trabajando de la mano del rector de ese entonces Néstor Hincapié.
La rectoría de Néstor Hincapié llegó a su fin en el año 2020 en medio de un escándalo político cuando la fiscalía imputó cargos penales contra dicho rector y varios empleados. De la misma manera Arcila renunció a su puesto dentro de la Consiliatura. Ambos continúan siendo parte del grupo de los 100.
En 2020 la Consiliatura eligió a Federico Restrepo Posada como rector de la universidad.
Durante el período la Universidad sobresalió por su modelo inclusivo y por tratarse de una de las universidades privadas acreditadas en Colombia con mayor equidad y con acceso gradual según las capacidades económicas de los aspirantes. Lo que la hace uno de los centros de educación superior privados con mayor mezcla de orígenes sociales y geográficos en el entorno en qué están inmersa.

### 2024
Elda Patricia Correa Garcés, abogada penalista egresada de la Facultad de Derecho, fue elegida por la Consiliatura como Rectora (e), por lo que fue la primera mujer que ocupó dicho cargo en la Institución.
El 5 de marzo, Néstor Raúl Posada Arboleda, toma la promesa como nuevo rector de la Universidad de Medellín. El nuevo rector es egresado titulado de la Facultad de Derecho, de donde además es especialista en Derecho Penal y Criminología, Derecho Probatorio Penal y Gobierno Público, así mismo, es magíster en Derecho Procesal; también tiene una maestría en Relaciones Iberoamericanas Internacionales de la Universidad Rey Juan Carlos de España. Cuenta con 40 años de experiencia como docente, tanto de cátedra como de tiempo completo en el área de derecho penal. A la par, ha desempeñado roles significativos dentro de su alma mater, incluyendo su labor de monitor, asesor y director del Consultorio Jurídico, director de la Especialización de Derecho Penal y Criminología y decano de la Facultad de Derecho. A ello se le suma que ha sido miembro destacado del Consejo de Facultad, Consejo Académico y de la Consiliatura o Consejo Superior del claustro. El abogado Posada Arboleda es autor de libros y artículos indexados, incluyendo el libro ‘Dignidad Humana’ y es reconocido por su contribución a la guía de Derecho Penal General - Fundamentos. También es conferencista nacional e internacional en teoría del delito y dogmática penal. Su último cargo fue el de fiscal delegado ante el Tribunal de Antioquia, al que llegó por concurso de méritos.

## Organización

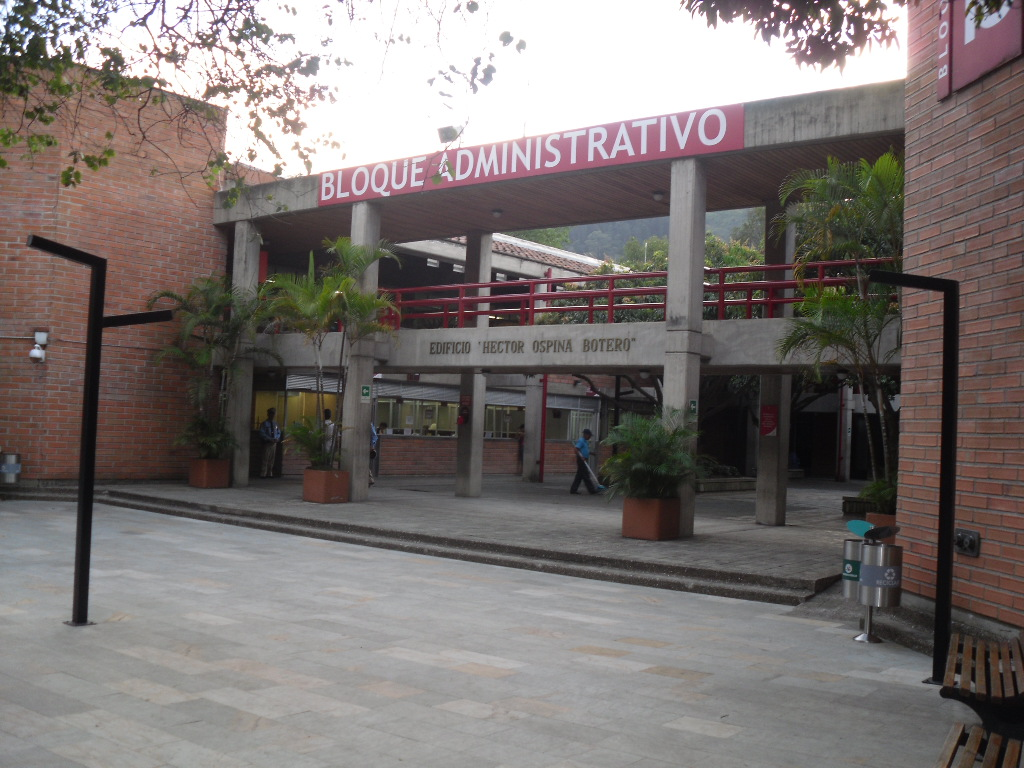
Edificio «Hector Ospina Botero» del bloque administrativo.

La universidad es una fundación organizada en forma de corporación y sujeta a la ley de economía solidaria y a la inspección y vigilancia del Ministerio de Educación de Colombia y de la Gobernación de Antioquia por ser una entidad sin ánimo de lucro.[cita requerida]

### Gobierno universitario
El gobierno universitario de la Universidad de Medellín está constituido por: la Consiliatura, el Rector y el Consejo Académico que es la máxima autoridad académica.

#### Consiliatura
La Consiliatura de la Universidad de Medellín es el máximo organismo de dirección y gobierno de la Universidad. Está integrado por el presidente y Vicepresidente de dicho ente, un representante de los fundadores y ocho representantes del grupo de los 100 delegatarios.
Entre sus funciones está crear y modificar las normas universitarias, velar para que la Institución esté acorde con la ley, aprobar el presupuesto, nombrar al Rector, establecer la estructura organizativa, determinar las directrices más apropiadas para el futuro de la universidad, aprobar los incentivos para los miembros de la comunidad universitaria, entre otros.

#### Rector
Directivo responsable de la gestión académica y administrativa, quien adopta las decisiones necesarias para el desarrollo y buen funcionamiento de la Institución.
Entre sus funciones se encuentra la dirección general de la Universidad, trabajar por su crecimiento y disponer o proponer a las instancias correspondientes, las acciones necesarias para lograr los objetivos institucionales. También busca dirigir y fomentar las relaciones nacionales e internacionales de la Institución.
El Rector conforma y dirige la administración general de la Universidad, que además está constituida por los Vicerrectores Académico, Administrativo y Financiero, Investigación, y Extensión.
Han ostentado la rectoría de la Universidad de Medellín, Libardo López, Germán Medina Angulo, Ignacio Cadavid Gómez, Luis Carlos Calle Calle, Pedro Pablo Cardona Galeano, Iván Gómez Osorio, Fernando Jaramillo Jaramillo,  Jorge Mario Ortiz Abad, Bernardo Trujillo Calle, Jaime Tobón Villegas, Enrique Alberto Olano Asuad, César Augusto Fernández Posada, Ernesto Hincapié Vargas, Federico Restrepo Posada, Elda Patricia Correa y actualmente Néstor Raúl Posada Arboleda

#### Consejo Académico
El Consejo Académico es la máxima autoridad académica de la Universidad; está integrado por el Rector, quien lo preside, la Vicerrectora Académica, el Jefe de la división de Planeación, dos representantes de los Decanos, un representante de los profesores, un representante de los estudiantes, ambos elegidos por la comunidad universitaria por una vigencia de dos años; el subsecretario general y tres invitados permanentes que son el Vicerrector de Extensión, la Vicerrectora de Investigaciones y el Jefe de Relaciones Internacionales.    
Entre sus funciones está fomentar el desarrollo académico de la Institución, adoptar las políticas académicas referentes al profesorado y al estudiantado, establecer los calendarios académicos, aprobar los planes de investigación, curriculares y de extensión que deba ejecutar la Universidad.
El Consejo Académico a su vez, determina las inhabilidades y sanciones a estudiantes que, de acuerdo al conducto regular, han presentado problemas en su historial académico durante su permanencia en la institución.

### Asamblea
El grupo de los 100 delegatarios está conformado por los fundadores y un grupo de egresados. No todos los egresados pueden participar en la deliberaciones. Este grupo de 100 conforma el máximo órgano administrativo de la corporación por lo cual tienen la total facultad de reformar o liquidar la corporación universitaria.
La pertenencia a este grupo es vitalicia y cualquier vacante es suplida por elección entre los restantes miembros del grupo de 100.

## Sedes y campus

### Medellín

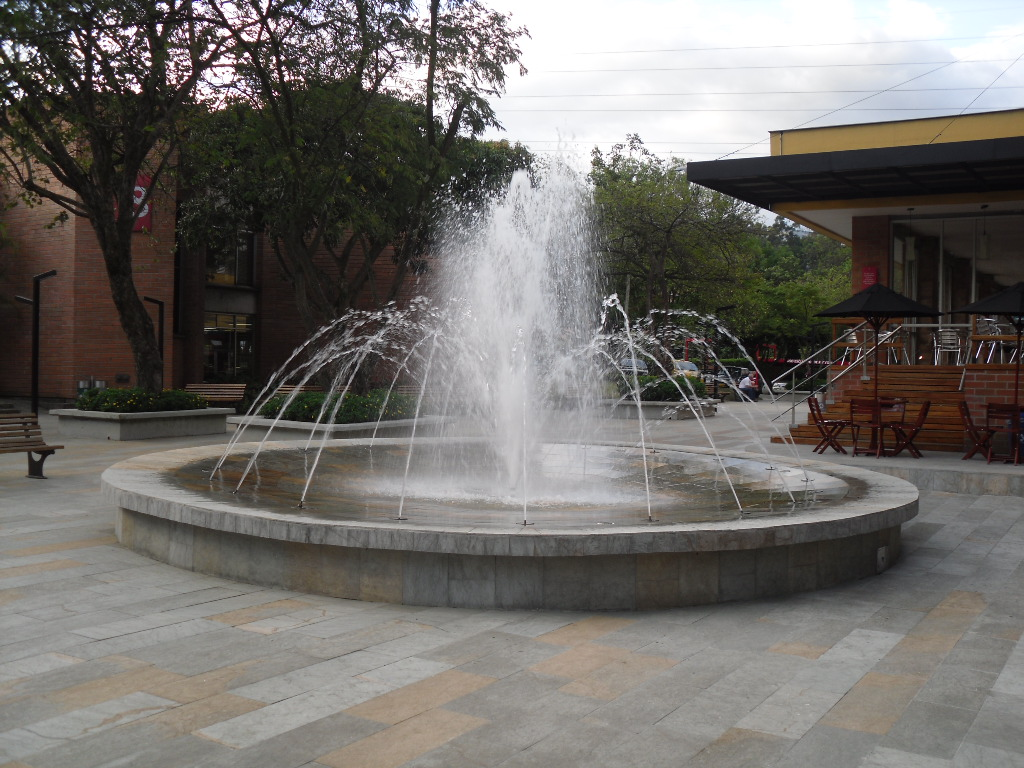
Fuente en el Parque Lineal.

La sede principal de Medellín tiene un área de 361 248 m2, de los cuales están construidos 85 458 m2. Está ubicado al suroccidente de la ciudad en el barrio Belén Los Alpes. Una estación del Metroplús se encuentra al frente del campus. 

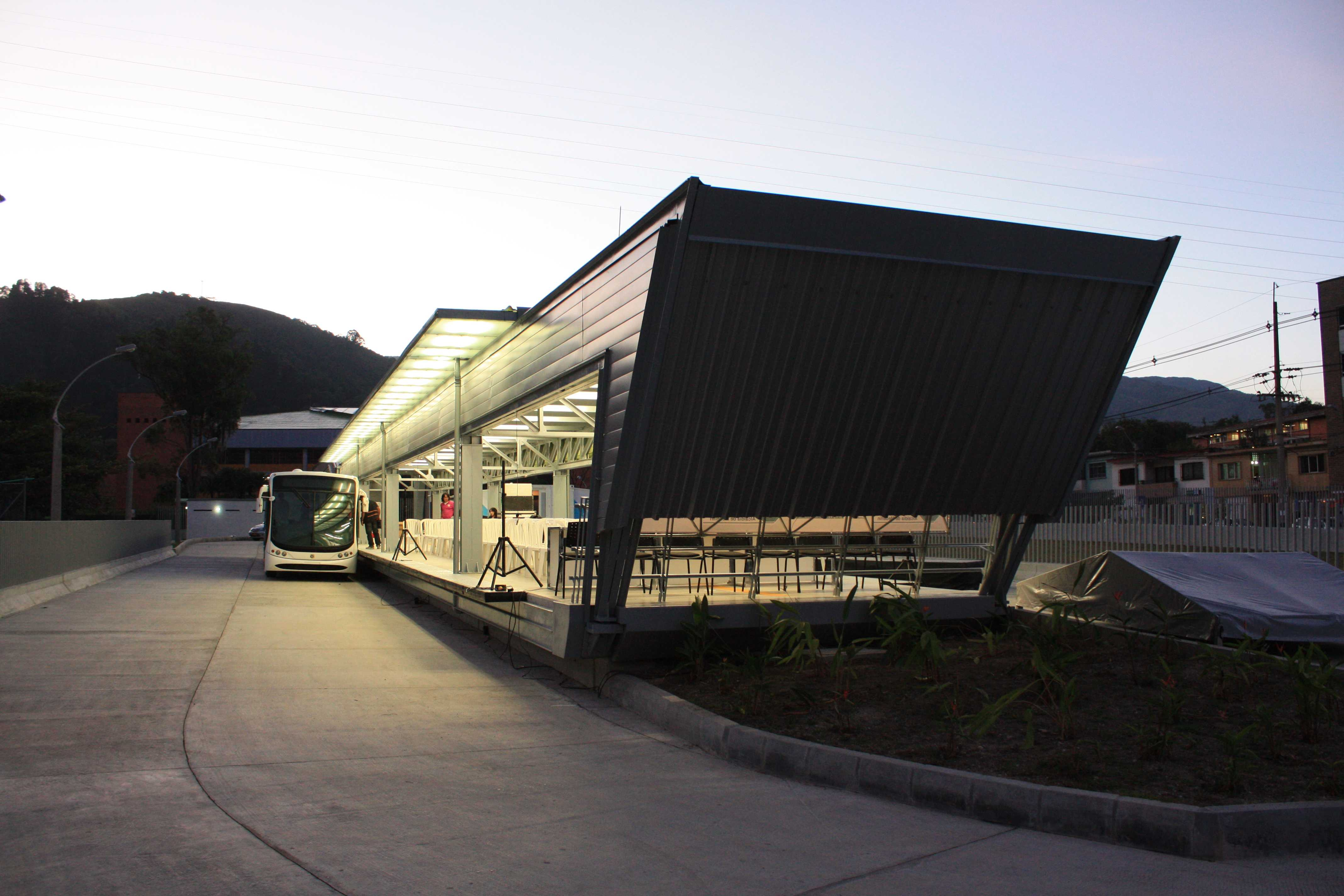
Estación del Metroplús en frente del campus de la sede de Medellín.

#### Teatro
El Teatro Gabriel Obregón Botero inició actividades el 26 de septiembre de 1985. En homenaje a su principal impulsor, se le bautizó con el nombre de «Teatro Gabriel Obregón Botero» en 1988.[cita requerida] Puede albergar hasta 1700 personas, haciéndolo el teatro cubierto con mayor capacidad en Antoquia y el segundo en la República de Colombia. En un principio, el recinto era para uso exclusivo de la Universidad, pero luego pasó a prestar servicio comercial desligándose de la Universidad. 

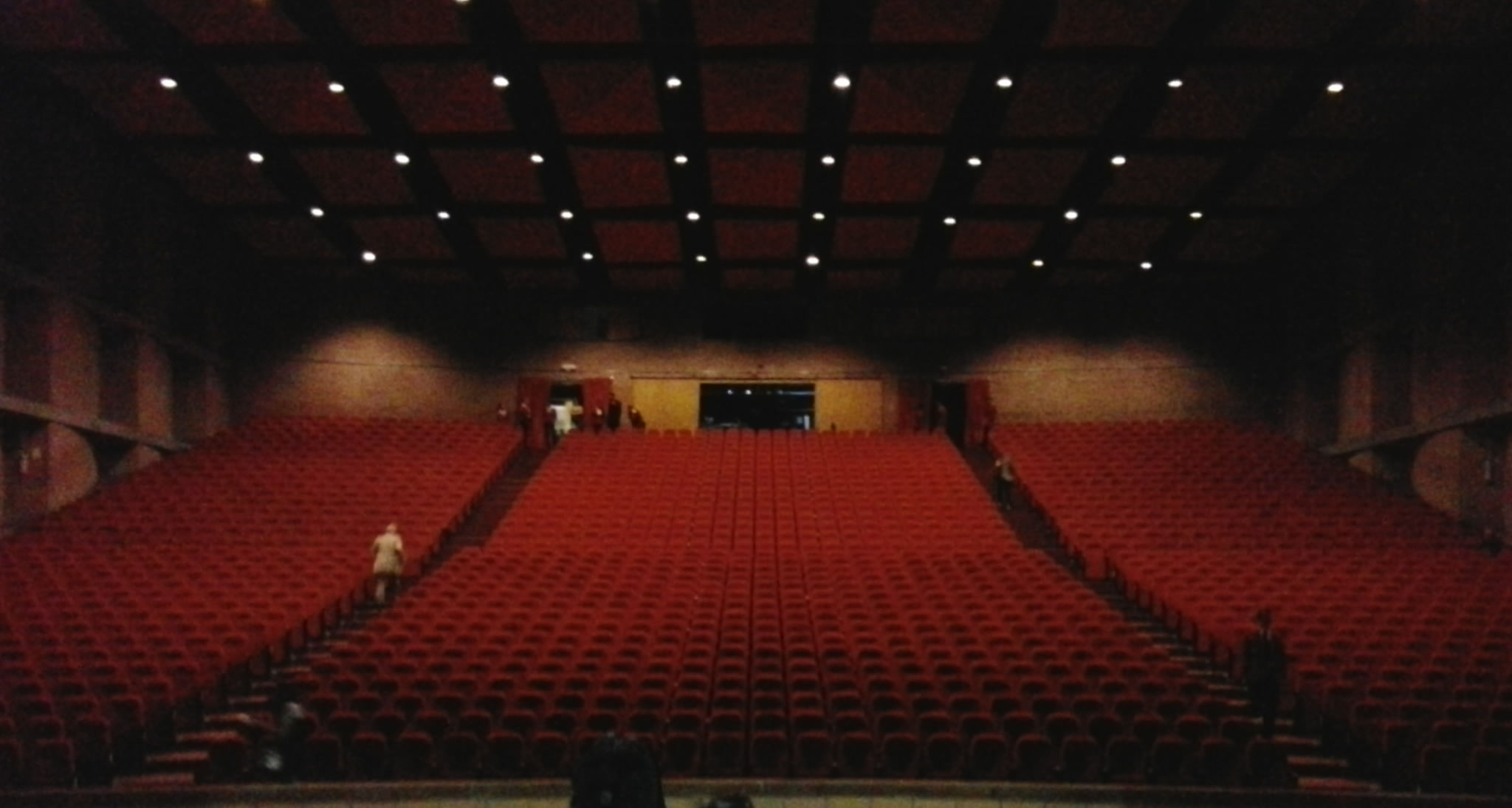
Teatro Universidad de Medellín desde el escenario.

#### Auditorio
El auditorio puede albergar hasta 350 personas.

#### Coliseo

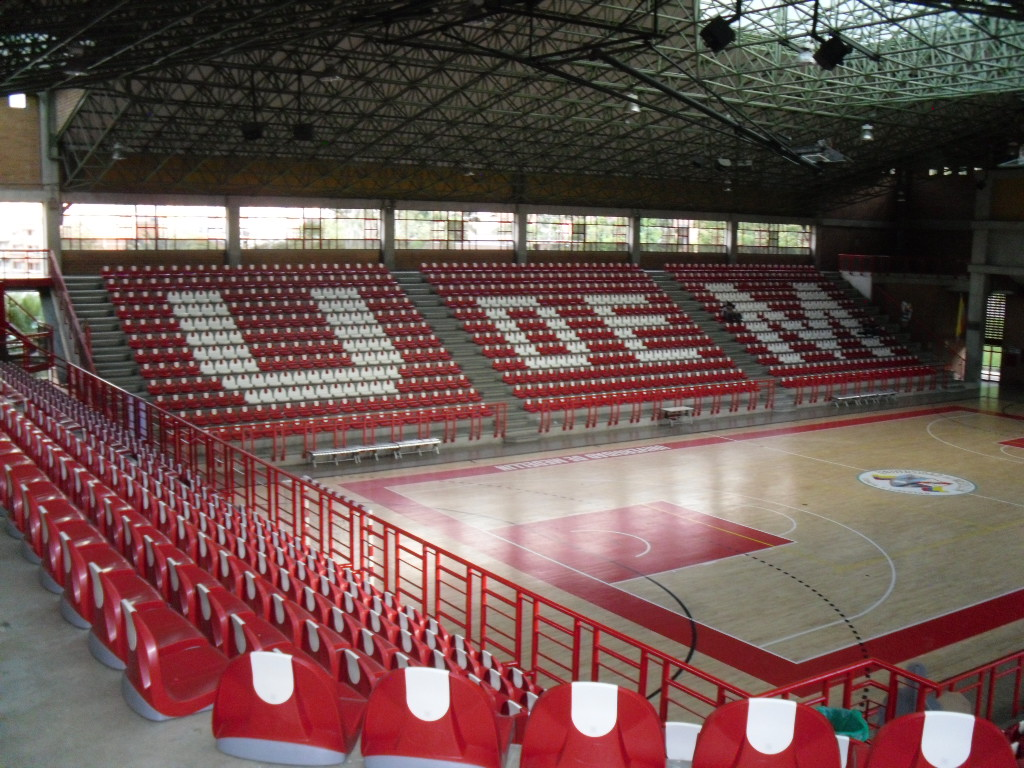
Coliseo de la Universidad de Medellín.

El coliseo puede albergar hasta 2400 personas. Fue inaugurado en 1999.

### Bogotá D.C.
La sede de Bogotá tiene un área de 982,54 m2.

## Estructura académica

### Unidades académicas
La sede de Medellín está conformada por siete facultades que ofrecen 27 pregrados, 36 especializaciones, 21 maestrías y 6 doctorados.

#### Facultades
- Comunicación
- Derecho
- Ingenierías
- Ciencias Económicas y Administrativas
- Ciencias Sociales y Humanas
- Ciencias Básicas
- Diseño

### Acreditación institucional de alta calidad
La Universidad fue acreditada como una institución de alta calidad por parte del Ministerio de Educación Nacional mediante la resolución número 5148 del 3 de agosto de 2009.
Esta acreditación se une a la certificación ISO 9001 – 2008, otorgada por el Instituto Colombiano de Normas Técnicas y Certificación (ICONTEC)  a todos los procesos de la Universidad, así como al de Responsabilidad social, de Fenalco solidario, consolidando así su sistema de calidad.
Además, cuenta con 10 programas de pregrado acreditados que son Derecho (2006), Ingeniería Ambiental, comparte acreditación con el Tecnológico de Antioquia en la misma carrera (Renovado-2009), Ingeniería Civil (Renovado-2011), Ingeniería de Sistemas (2009), Comunicación y Relaciones Corporativas ( Renovado-2009), Administración de Empresas (2007), Contaduría Pública (2008) Ingeniería Financiera (2011), Comunicación y Lenguajes Audiovisuales (2011) y Negocios Internacionales (2012).[cita requerida]
En 2021 el Ministerio de Educación Nacional renovó la Acreditación Institucional de Alta Calidad de la universidad hasta 2027.

## Identidad

### Escudo
El escudo está dividido en cuatro cuarteles con dos banderas de Colombia a cada lado horizontal. Los cuarteles representan el nombre de la universidad, la facultad de derecho, la facultad de ciencias básicas, y la cátedra sin discriminaciones. En la parte alta está inscrito el nombre; y en la parte baja, el lema; ambos en letras doradas. Está rodeado por un anillo de color verde marino. Fue ideado por el fundador Franciso López de Mesa y diseñada por Horacio Longas.

Escudo de la Universidad de Medellín.

### Bandera
La bandera tiene dimensiones de 2,80 m de ancho y 1,80 m de largo en un fondo blanco. En la parte superior, el escudo está rodeado por siete flores de lis que representan a los fundadores. En la parte inferior, una pirámide de treinta y cuatro triángulos y siete flores de lis simbolizan a los primeros estudiantes y profesores. Fue diseñada por el fundador Francisco López de Mesa.

### Himno
El himno fue escrito por Carlos Castro Saavedra con música compuesta por Luis Eduardo González. Fue adoptado en 1963.
Su letra enfatiza especialmente en la libertad y el conocimiento científico como baluartes que representan la identidad y propósito de la Universidad.  La letra es la siguiente:
Coro: La libertad es el fruto
más dulce de tus entrañas.
La libertad y la ciencia
son tus estrellas más altas.
Naciste de una semilla
sembrada en medio de montes.
¡Oh gavilla de caminos
y de claros horizontes!
Cantando vamos tus hijos
a recibir el futuro,
y a recibir tus cosechas
por los caminos del mundo.
(Coro…)
Cantando vamos tus hijos,
protegidos por tu sombra,
a despertar las mañanas
y las luces de Colombia.
En tu frente brilla el sol,
Universidad y madre,
y por tus venas circulan
ríos de luz y de sangre.
(Coro…)
Iluminada ciudad
de las letras y las alas,
donde aprenden a volar
las ideas y las almas.
(Coro…)
Letra: Carlos Castro Saavedra

Música: Maestro Luis Eduardo González

### Lemas
- «Ciencia y Libertad»[1]

## Medios de publicación

### Canal U

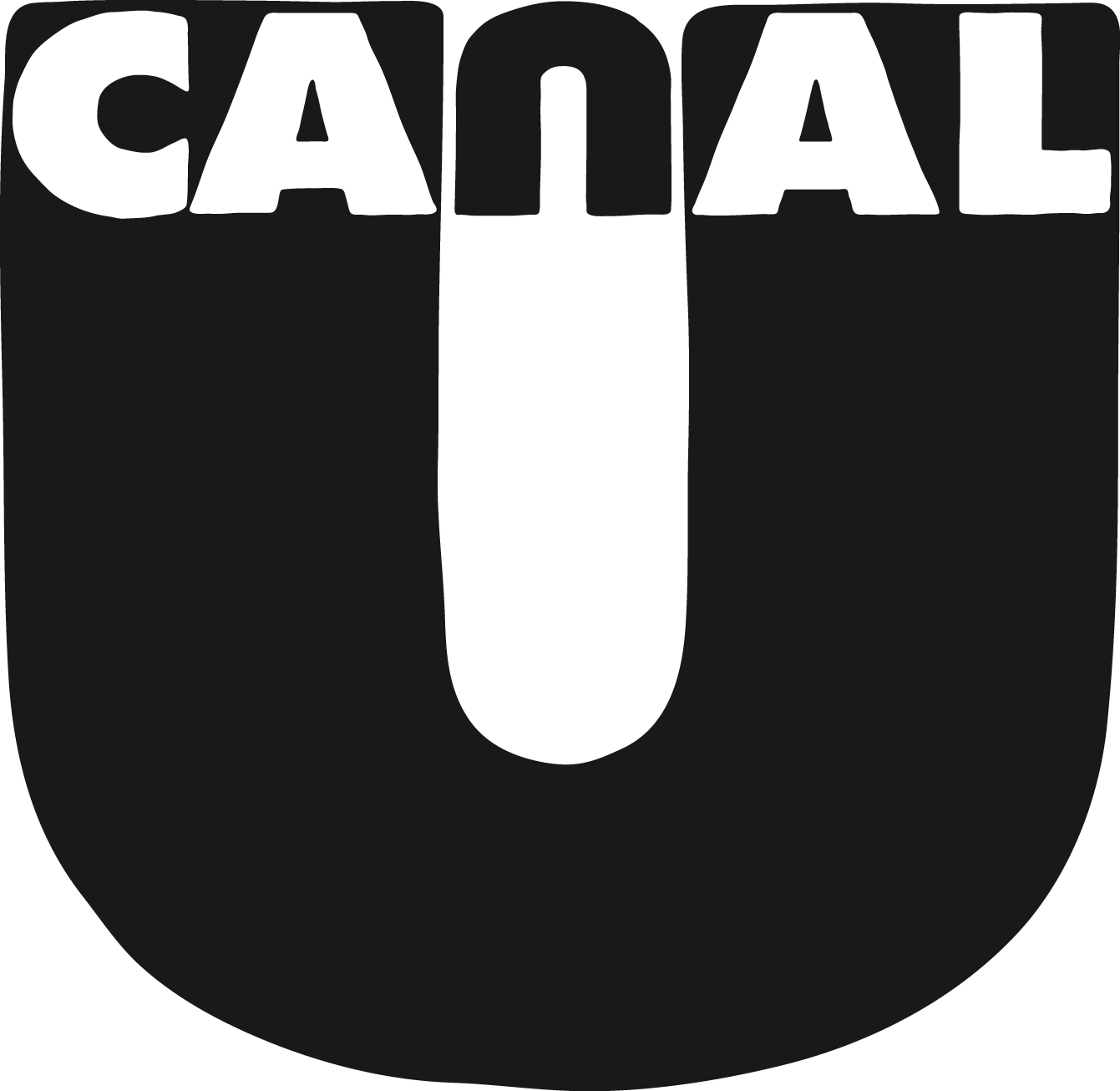
Logotipo de Canal U.

El Canal Universitario de Antioquia  (Canal U) es un canal de televisión de señal abierta especializado en el público universitario en Colombia. Cubre un área de diez municipios del Valle de Aburrá, incluida la ciudad de Medellín, lo cual significa que la señal llega a más de tres millones de habitantes.
El Canal U es una institución sin ánimo de lucro que desde el 4 de agosto de 1999, transmite la producción académica, científica, investigativa y cultural de las cinco instituciones de educación superior públicas y privadas que son socias del canal: Universidad de Antioquia, Universidad Nacional de Colombia (Sede Medellín), SENA (Regional Antioquia), Universidad de Medellín y Universidad Cooperativa de Colombia.  El canal combina lo educativo y el entretenimiento, la programación está apoyada en los currículos universitarios, explora la vida cultural, deportiva y social de las universidades y de la ciudad para la comunidad.

### Sello Editorial
La Universidad de Medellín cuenta con un sello editorial y un canal de distribución independiente que contiene un amplío catálogo obras producidas por docentes de la universidad, por los grupos de investigación y por sus egresados. El material de dicho catálogo se encuentra a integrado a los gestores de referencias mundiales.
De igual forma, algunas de las obras jurídicas de mayor relevancia en han sido publicadas bajo dicho sello editorial o traducidas y públicas.
El sello editorial ofrece además para los escritores de dicha comunidad universitaria servicios de edición, diagramación, corrección de estilo, revisión de pruebas y diseño en textos que son aprobados para la publicación.
Fuentes:
https://selloeditorial.udemedellin.edu.co/acerca-del-sello-editorial/

### Frecuencia U
Frecuencia U es la emisora institucional de la Universidad de Medellín, dedicada a la difusión de contenidos educativos, culturales y de interés general. Frecuencia U ofrece una programación variada que abarca temas académicos, científicos, artísticos y de entretenimiento.
La emisora nació con el propósito de servir como un espacio de experimentación y aprendizaje para los estudiantes de comunicación y periodismo, brindándoles la oportunidad de desarrollar habilidades en producción radiofónica, locución y análisis de medios. Además, se ha convertido en un canal de difusión del pensamiento crítico y de extensión de la Universidad. 
Actualmente la emisora se ocupa en la divulgación de proyectos investigativos, eventos académicos y debates sobre problemáticas sociales. Su programación combina música, entrevistas, reportajes y programas especializados, destacando la participación de estudiantes, docentes y expertos en diversas disciplinas.
Con el avance de las tecnologías de la información, la emisora ha expandido su alcance a plataformas digitales, permitiendo que su contenido sea accesible a un público más amplio.
Fuentes:
https://www.frecuenciau.com/frecuencia-u-sobre-nosotros/
-->

## Egresados notables
A
Iván Darío Agudelo, María Jael Arango Barreneche, Alejandro Arbeláez Arango, José David Arenas Correa (Pregrado y Doctorado)
B
Germán Blanco Álvarez, Juan Felipe Botero Berrío, Jesús Alberto Builes Ortega, Diego Martín Buitrato Botero
C
María Victoria Calle Correa, Raúl Eduardo Cardona González, César Castaño, Kiko Correa
D
María Helena Díaz Pérez, Luis Fernando Duque García, Jairo Duque Pérez
E
Nicolás Echeverry Alvarán, Federico Estrada Vélez
F
Alex Xavier Flórez Hernández
G
Guillermo Gaviria Zapata, Jorge Aníbal Gómez Gallego, Juan Diego Gómez Jiménez, Sofía Gómez, Bernardo Guerra Serna, Federico Gutiérrez
H
Hernán Darío Cadavid Márquez, Germán Darío Hoyos, Carlos Mauro Hoyos
I
Alejandra Isaza Vélez
J
Elkin Jaramillo Jaramillo, Héctor Jiménez Rodríguez
L
Juan Felipe Lemos, María Mercedes López Mora
M
Laura Marulanda Tobón, José Ignacio Mesa, Germán Medina Angulo
N
Juliana Nanclares Márquez
O
Nidia Marcela Osorio, María Clara Ocampo Correa. 
P
Oscar Darío Pérez, Eugenio Prieto Soto, Néstor Raúl Posada
R
León Darío Ramírez, Luis Alfredo Ramos Botero, Liliana María Rendón Roldán, Nicanor Restrepo Santamaría, Jorge Octavio Ramírez Ramírez (Maestría), Luis Alonso Rico (Maestría).
S
Olga Suárez Mira
T
Hugo Torres Marín, Hernán Darío Torres Alzate, Jaime Tobón Villegas
V
Orión Vargas Vélez, Juan Carlos Vélez Uribe, Hernán Darío Vergara (Especialización)
Z
Regina Zuluaga

## Convenios
- 26 nacionales,
- 59 internacionales y
- 55 redes[2]

## Distinciones
- En 2018: Premio Francisca de Pedraza contra la Violencia de Género a Nora Botero y Javier Juárez, docentes de la Facultad de Comunicación de la Universidad de Medellín.[cita requerida]

## Controversias
La contratación estatal hace parte del área de extensión de la Universidad y es una de las principales fuentes de ingreso de la Universidad. Es así como la Universidad de Medellín ha gestionado varios contratos estatales y procesos de selección alrededor del país y especialmente en los departamentos de Antioquia y en la ciudad de Medellín. En dicha universidad de llevaron a cabo los procesos de selección  de hospitales y Empresas Sociales del Estado de municipios ubicados en diferentes regiones de Colombia principalmente en Antioquia el Hospital General de Medellín; el Hospital San Andrés de Chiriguaná; el Hospital Universitario Departamental de Nariño; el Hospital Regional de Aguachica y el Hospital San Juan del César. además de la gerencia de Metrosalud la empresa de salud de la ciudad de Medellín.